# Archidiocèse de Buenos Aires
L'archidiocèse de Buenos Aires (en latin : archidioecesis Bonaërensis ; en espagnol : arquidiócesis de Buenos Aires) est un archidiocèse métropolitain de l'Église catholique en Argentine. Les archevêques de Buenos Aires portent le titre honorifique de primat d'Argentine.

## Territoire

Archidiocèse de Buenos Aires
Suffragants

Son territoire est d'une superficie de 205 km2 divisé en 186 paroisses. Il comprend l'île Martín García et la ville de Buenos Aires, capitale du pays, où se trouve le siège archiépiscopal et la cathédrale de la Sainte-Trinité ainsi que 15 basiliques mineures : Saint-Nicolas, Sainte-Rose-de-Lima, Saint-François, Notre-Dame-du-Pilier, Marie-Auxiliatrice (es),
Saint-Sacrement (es), Notre-Dame-du-Secours (es), Notre-Dame-de-la-Merci (es), Saint-Antoine-de-Padoue (es), Saint-Esprit (es), Saint-Joseph-de-Flores (es), Notre-Dame-du-Rosaire (es), Sacré-Cœur-de-Jésus, Notre-Dame-de Buenos Aires et Notre-Dame-de-la-Pitié où se conserve le corps de la bienheureuse María Antonia de Paz y Figueroa.
La ville de Buenos Aires possède aussi plusieurs sanctuaires: Jésus-Sacrement où se pratique l'adoration eucharistique et où repose le corps de Marie Benita Arias, fondatrice des servantes de Jésus-Sacrement de Buenos Aires, Jésus Miséricordieux dédié à la dévotion de la Miséricorde divine, Notre-Dame de la Médaille Miraculeuse dont la décoration rappelle les apparitions mariales de la rue du Bac, Notre-Dame de Fátima consacré aux apparitions mariales de Fátima, Notre-Dame des Douleurs tenus par les missionnaires des Sacrés Cœurs de Jésus et de Mariecar leur fondateur, saint Gaétan Errico, était un grand dévot de Notre-Dame des Douleurs, Notre-Dame du Rosaire géré par les capucins qui reprend la dévotion de Notre-Dame-du-Rosaire de Pompéi et qui a donné son nom au quartier Nueva Pompeya, saint Gaétan dans le quartier Liniers particulièrement fréquentés par des personnes en recherche d'emploi car saint Gaétan de Thiène est le patron des chômeurs, San José del Talar où se vénère une image de  Marie qui défait les nœuds, Notre-Dame de Balvanera, lieu de culte auprès de saint Expédit, patron des causes pressés, Saint Pantaléon où les fidèles invoquent saint Pantaléon de Nicomédie pour les malades, en particulier le 27 de chaque mois, Raymond Nonnat, lieu de prière pour les femmes enceintes ou les parents qui désirent un enfant, saint Raymond Nonnat étant leur saint patron, Lucie dont le sanctuaire possède quelques reliques de sainte Lucie de Syracuse, et Sainte-Rita-de-Cascia dédié au culte de sainte Rita de Cascia, patronne des causes désespérées.
En tant que siège métropolitain, il a sous sa juridiction neuf diocèses et deux éparchies suffragants. Les diocèses d'Avellaneda-Lanús, Gregorio de Laferrere, Lomas de Zamora, Morón, Quilmes, San Isidro, San Justo, San Martín, San Miguel et les éparchies de San Charbel des Maronites et Santa María del Patrocinio.

## Historique
Le diocèse de Buenos Aires est érigé le 6 avril 1620 par le pape Paul V en prenant une partie du diocèse du Río de la Plata du Paraguay (aujourd'hui archidiocèse d'Asuncion) et le nomme suffragant de l'archidiocèse de La Plata o Charcas (aujourd'hui archidiocèse de Sucre),.
Il cède une partie de son territoire le 14 août 1832 pour l'érection du vicariat apostolique de Montevideo (aujourd'hui archidiocèse de Montevideo)et le 13 juin 1859 pour l'établissement du diocèse de Paraná (aujourd'hui archidiocèse de Paraná).
Le 5 mars 1865, il est élevé au rang d'archidiocèse métropolitain par la bulle Immutabili du pape Pie IXavec les diocèses de Córdoba, Salta, San Juan de Cuyo, Paraná et Asuncion comme suffragants (tous sont aujourd'hui archidiocèses).
Le 16 novembre 1883, il cède des portions de territoire pour l'érection du vicariat apostolique de la Patagonie septentrionaleet de la préfecture apostolique de la Patagonie méridionale. En 1909, le vicariat apostolique de la Patagonie septentrionale et la partie argentine de la préfecture apostolique de la Patagonie méridionale sont supprimés et leur territoire est divisé entre l'archidiocèse de Buenos Aires et les diocèses de La Plata et de San Juan de Cuyo (aujourd'hui tous deux archidiocèses). Buenos Aires récupère les provinces de Río Negro, Chubut, Santa Cruz et Terre de Feu ; La Plata absorde la province de La Pampa et le territoire de Patagones tandis que San Juan de Cuyo prend la province de Neuquén. La partie chilienne de la préfecture apostolique de la Patagonie méridionale est maintenant le diocèse de Punta Arenas.
Il cède encore du territoire le 15 février 1897 pour la création du diocèse de La Platapuis le 20 avril 1934 pour l'établissement du diocèse de Viedma.
Par le décret de la congrégation pour les évêques du 29 janvier 1936 et confirmé par le pape Pie XI, les archevêques de Buenos Aires portent le titre honorifique de primat d'Argentine,.
Le 5 mai 1967, par la constitution apostolique Qui divino consilio du pape Paul VI, les diocèses d'Avellaneda (aujourd'hui diocèse d'Avellaneda-Lanús) et de Lomas de Zamora quittent la province ecclésiastique de l'archidiocèse de La Plata pour devenir suffragants de Buenos Aires.

## Évêques et archevêques
- Liste des évêques et archevêques de Buenos Aires